# Basketball-Bundesliga 2004-2005
La Basketball-Bundesliga 2004-2005 è stata la 39ª edizione del massimo campionato tedesco di pallacanestro maschile. La vittoria finale è stata ad appannaggio del Brose Bamberg.

## Stagione regolare
|     | Squadra                     | G  | V  | P  | Pt. | Qualificazione                         |
| --- | --------------------------- | -- | -- | -- | --- | -------------------------------------- |
| 1.  | Alba Berlin                 | 30 | 22 | 8  | 44  | playoffs                               |
| 2.  | GHP Bamberg                 | 30 | 21 | 9  | 42  | playoffs                               |
| 3.  | RheinEnergie Köln           | 30 | 20 | 10 | 40  | playoffs                               |
| 4.  | Opel Skyliners Frankfurt    | 30 | 19 | 11 | 38  | playoffs                               |
| 5.  | Artland Dragons Quakenbrück | 30 | 18 | 12 | 36  | playoffs                               |
| 6.  | Gießen 46ers                | 30 | 18 | 12 | 36  | playoffs                               |
| 7.  | EWE Baskets Oldenburg       | 30 | 17 | 13 | 34  | playoffs                               |
| 8.  | EnBW Ludwigsburg            | 30 | 17 | 13 | 34  | playoffs                               |
| 9.  | Telekom Baskets Bonn        | 30 | 16 | 14 | 32  |                                        |
| 10. | BG Karlsruhe                | 30 | 13 | 17 | 26  |                                        |
| 11. | TBB Trier                   | 30 | 13 | 17 | 26  |                                        |
| 12. | Energy Braunschweig         | 30 | 12 | 18 | 24  |                                        |
| 13. | Bayer Giants Leverkusen     | 30 | 12 | 18 | 24  |                                        |
| 14. | Walter Tigers Tübingen      | 30 | 11 | 19 | 22  |                                        |
| 15. | TSK Würzburg                | 30 | 7  | 23 | 14  | retrocesse in 2. Basketball-Bundesliga |
| 16. | Schwelmer                   | 30 | 4  | 26 | 8   | retrocesse in 2. Basketball-Bundesliga |

## Playoff
|  | Quarti di finale | Quarti di finale | Quarti di finale  |          |                   | Semifinali   | Semifinali | Semifinali |  |  | Finali | Finali            | Finali |
|  |                  |                  |                   |          |                   |              |            |            |  |  |        |                   |        |
|  | 1.               | Alba Berlino     | 3                 |          |                   |              |            |            |  |  |        |                   |        |
|  | 8.               | BSG Ludwigsburg  | 0                 |          |                   |              |            |            |  |  |        |                   |        |
|  | 8.               | BSG Ludwigsburg  | 0                 |          | 1.                | Alba Berlino | 1          |            |  |  |        |                   |        |
|  |                  |                  |                   |          | 1.                | Alba Berlino | 1          |            |  |  |        |                   |        |
|  |                  | 4.               | Skyl. Francoforte | 3        |                   |              |            |            |  |  |        |                   |        |
|  | 4.               | 4.               | Skyl. Francoforte | 3        | Skyl. Francoforte | 3            |            |            |  |  |        |                   |        |
|  | 4.               |                  |                   |          | Skyl. Francoforte | 3            |            |            |  |  |        |                   |        |
|  | 5.               | Artland Dragons  | 2                 |          |                   |              |            |            |  |  |        |                   |        |
|  |                  |                  |                   |          |                   |              |            |            |  |  | 4.     | Skyl. Francoforte | 2      |
|  |                  |                  | 2.                | Bamberga | 3                 |              |            |            |  |  |        |                   |        |
|  | 2.               | Bamberga         | 3                 |          |                   |              |            |            |  |  |        |                   |        |
|  | 7.               | EWE Oldenburg    | 0                 |          |                   |              |            |            |  |  |        |                   |        |
|  | 7.               | EWE Oldenburg    | 0                 |          | 2.                | Bamberga     | 3          |            |  |  |        |                   |        |
|  |                  |                  |                   |          | 2.                | Bamberga     | 3          |            |  |  |        |                   |        |
|  |                  | 6.               | Gießen 46ers      | 1        |                   |              |            |            |  |  |        |                   |        |
|  | 3.               | 6.               | Gießen 46ers      | 1        | Cologne 99ers     | 2            |            |            |  |  |        |                   |        |
|  | 3.               |                  |                   |          | Cologne 99ers     | 2            |            |            |  |  |        |                   |        |
|  | 6.               | Gießen 46ers     | 3                 |          |                   |              |            |            |  |  |        |                   |        |

| Basketball-Bundesliga 2004-2005 |
| ------------------------------- |
| Brose Bamberg 1º titolo         |

## Formazione vincitrice
| N° | Naz.                   | Ruolo | Sportivo        |  | Alt. |  |
| -- | ---------------------- | ----- | --------------- |  | ---- |  |
| 4  | Stati Uniti (bandiera) | C     | Chris Ensminger |  | 209  |  |
| 5  | Stati Uniti (bandiera) | P     | Demond Mallet   |  | 185  |  |
| 6  | Germania (bandiera)    | P     | Steffen Hamann  |  | 191  |  |
| 7  | Stati Uniti (bandiera) | GA    | Rick Stafford   |  | 190  |  |
| 9  | Lettonia (bandiera)    | A     | Uvis Helmanis   |  | 202  |  |
| 10 | Germania (bandiera)    | AP    | Hurl Beechum    |  | 195  |  |
| 11 | Germania (bandiera)    | A     | Ivan Pavic      |  | 201  |  |
| 14 | Germania (bandiera)    | C     | Dirk Mädrich    |  | 211  |  |
| 18 | Germania (bandiera)    |       | Philipp Först   |  |      |  |
| 19 | Germania (bandiera)    | G     | Volkmar Zapf    |  | 194  |  |
| 20 | Stati Uniti (bandiera) | AG    | Koko Archibong  |  | 206  |  |
| 22 | Paesi Bassi (bandiera) | C     | Mike Nahar      |  | 212  |  |
| 41 | Stati Uniti (bandiera) | P     | Derrick Taylor  |  | 183  |  |
|    | Germania (bandiera)    | All.  | Dirk Bauermann  |  |      |  |

## Premi e riconoscimenti
- MVP regular season:  Chuck Eidson, Gießen 46ers
- MVP finals:  Chris Williams, Skyliners Frankfurt
- Allenatore dell'anno:  Stefan Koch, Gießen 46ers
- Attaccante dell'anno:  Chuck Eidson, Gießen 46ers
- Difensore dell'anno:  Koko Archibong, GHP Bamberg
- Rookie dell'anno:  Koko Archibong, GHP Bamberg
- All-BBL First Team:
  - G  Pascal Roller, Skyliners Frankfurt
  - G  Marko Bulić, Artland Dragons
  - F  Chuck Eidson, Gießen 46ers
  - F  Chris Williams, Skyliners Frankfurt
  - C  Jovo Stanojević, ALBA Berlin
- All-BBL Second Team:
  - G  Steffen Hamann, GHP Bamberg
  - G  Tyron McCoy, EWE Baskets Oldenburg
  - F  Narcisse Ewodo, BG Karlsruhe
  - F  Koko Archibong, GHP Bamberg
  - C  Chris Ensminger, GHP Bamberg